# Enizemum tridentatum
Enizemum tridentatum là một loài tò vò trong họ Ichneumonidae.